# 반주 (튀르키예)

반주의 위치

반주(튀르키예어: Van ili)는 튀르키예 동부에 위치한 주로, 동아나톨리아 지역에 속한다. 주도는 반이며 면적은 19,069km2, 인구는 1,035,418명(2010년 기준), 자동차 번호는 65번, 시외전화 지역번호는 0432번이다. 서쪽으로는 비틀리스주, 남서쪽으로는 시이르트주, 남쪽으로는 시르나크주와 하카리주, 북쪽으로는 아리주, 동쪽으로는 이란과 접하며 12개 군을 관할한다. 반호와 접하며 반 고양이의 원산지이기도 하다.

## 같이 보기
- 야지디